# Channa aurantimaculata
Channa aurantimaculata is een straalvinnige vissensoort uit de familie van de slangenkopvissen (Channidae). De wetenschappelijke naam van de soort is voor het eerst geldig gepubliceerd in 2000 door Musikasinthorn.